# Жичани инструменти
Жичани инструменти су музички инструменти код којих се звук производи треперењем његових жица. Музичар може производити звук помоћу прстију, трзалице или гудалом (гудачки инструменти), а други ударањем по струнама лаким дрвеним чекићем. Код неких клавијатурних инструмената, као што је чембало, музичар притисне типку чиме се окида жица. Други музички инструменти генеришу звук ударањем у жицу.
Према Заксу,
Хордофони су инструменти са жицама. Жице се могу ударати штаповима, трзати голим прстима или плектрумом, гудити или (на Еолској харфи, на пример) озвучавати ветром. Збуњујуће мноштво жичаних инструмената може се свести на четири основна типа: цитре, лауте, лире и харфе.

## Класификација
У музикологији, гудачки инструменти су познати као хордофони. То је једна од пет главних дивизија инструмената у Хорнбостел-Заксовој шеми класификације музичких инструмената.
Хорнбостел-Закс дели хордофоне у две главне групе: инструменти без резонатора као саставног дела инструмента (који имају класификациони број 31, познати и као једноставни); и инструменти са таквим резонатором (који имају класификациони број 32, познати и као композитни). Већина западних инструмената спада у другу групу, али клавир и чембало спадају у прву. Хорнбостелов и Заксов критеријум за одређивање у коју подгрупу инструмент спада је да ако се резонатор може уклонити без онеспособљења инструмента, онда је класификован као 31. Идеја да кућиште клавира, које делује као резонатор, може бити уклоњено без онеспособљавања инструмента, може изгледати чудно, али ако би се механизам и жице клавира извадиле из кутије, и даље би се могло свирати. Ово није тачно за виолину, јер жица пролази преко моста који се налази на кутији резонатора, тако да би уклањање резонатора значило да жице не би биле затегнуте.
Курт Закс је такође поделио кордофоне у четири основне поткатегорије, „цитре, лауте, лире и харфе“.
- Цитре укључују штапиће цитре као што је музичко гудало, цевне цитре као цевима као резонатором као што је валиха, сплавне цитре у којима су цеви цитре везане у један „сплав“, дашчане цитре укључујући клавикорд и клавир и цимбал, и дугачке цитре (описане као комбинација полуцевних и дашчаних цитри) укључујући породице се и гуџенг.
- Лауте су жичани музички инструменти који обухватају тело и „врат који служи и као дршка и као средство за затезање жица изван тела.“[4] Породица лаута не укључује само кратковрате окидачке лауте као што је лаута, уд, пипа, гитара, цитола, гитерн, мандора, рубаб, и гамбус и дуговрате окидачке лауте као што су танбура, сварабат, саз, бузуки, вина, теорба, архлута, пандура, ситар, сетар, али и гудачке инструменте као што су јајли тамбура, ребаб, ерху и цела породица виола и виолина.[4]
- Лира има два крака, који имају „јарам” или пречку која их повезује, и жице између пречке и звучне плоче.[3] Закс је ово поделио на кутијасту лиру као што је грчка китара и зделасту лиру која је користила зделу на својој страни са кожном звучном плочом.[3]
- Харфа која има жице окомито на звучну плочу.[3]

## Најранији гудачки инструменти
Датирана на око 13.000. п. н. е, пећинска слика у пећини Тва Фреас у Француској приказује оно што неки верују да је музички лук, ловачки лук који се користи као музички инструмент са једном жицом. Од музичког гудала развиле су се породице жичаних инструмената; пошто је свака жица свирала једну ноту, додавањем жица су се додавале нове ноте, стварајући гудачке харфе, харфе и лире. Заузврат, то је довело до могућности да се свирају дијаде и акорди. Још једна иновација се десила када је гудачка харфа исправљена и када је коришћен мост за подизање жица са штапастог грла, стварајући лауту.
Ова слика музичког гудала за харфу је теорија, и оспоравана је. Године 1965, Франц Јахнел је написао своју критику наводећи да рани преци окидачких инструмената тренутно нису познати. Он је сматрао да је гудало за харфу био далеко од софистицираности цивилизација западне Азије 4000. године п. н. е, које су преузеле примитивну технологију и створиле „технички и уметнички добро направљене харфе, лире, цитаре и лауте.“
Археолошка ископавања су идентификовала неке од најранијих жичаних инструмената на локалитетима у древној Месопотамији, попут лира у Уру, које укључују артефакте старе преко три хиљаде година. Развој инструмената са лиром захтевао је технологију за стварање механизма за подешавање за затезање и попуштање напетости жице. Лире са дрвеним телима и жицама које се користе за окидање или свирање гудалом представљају кључне инструменте који упућују на касније харфе и инструменте типа виолине; штавише, откривени су индијски инструменти из 500. године пре нове ере са од 7 до 21 жице.